# Kramat Gajah
Kramat Gajah is een bestuurslaag in het regentschap Deli Serdang van de provincie Noord-Sumatra, Indonesië. Kramat Gajah telt 1806 inwoners (volkstelling 2010).